# Période (rhétorique)
Pour les articles homonymes, voir Période.
En rhétorique, la période est une phrase soignée et d'une certaine ampleur, dont le rythme, et éventuellement les sonorités, donnent l'impression d'un cycle, un sentiment de complétude, à la manière d'une phrase musicale, dont la fin se laisse pressentir — on attend la cadence. Dans la tradition antique, la période est un des procédés qui ressortissent à ce que les orateurs appellent le nombre oratoire. Elle est le plus souvent composée de quatre membres: protase, antapodose, apodose, clausule. Le style périodique, c'est-à-dire formé de successions de périodes est typique des orateurs, par exemple Cicéron, ou pour les modernes Bossuet ou Jean Jaurès, mais encore d'un auteur de prose écrite comme Chateaubriand. Ce style s'oppose au style coupé, prôné par Sénèque et par les rhétoriques de l'esprit du XVIIIe siècle.

## Exemples
- « Comme une colonne, dont la masse solide paraît le plus ferme appui d'un temple ruineux, lorsque ce grand édifice qu'elle soutenait fond sur elle sans l'abattre, ainsi la reine se montre le ferme soutien de l'État lorsqu'après en avoir longtemps porté le faix, elle n'est pas même courbée sous sa chute. » (Jacques-Bénigne Bossuet, Oraison funèbre de Henriette-Marie de France)

- « Un vrai classique, comme j'aimerais à l'entendre définir, c'est un auteur qui a enrichi l'esprit humain, qui en a réellement augmenté le trésor, qui lui a fait faire un pas de plus, qui a découvert quelque vérité morale non équivoque, ou ressaisi quelque passion éternelle dans ce cœur où tout semblait connu et exploré ; qui a rendu sa pensée, son observation ou son invention, sous une forme n'importe laquelle, mais large et grande, fine et sensée, saine et belle en soi ; qui a parlé à tous dans un style à lui et qui se trouve aussi celui de tout le monde, dans un style nouveau, sans néologisme, nouveau et antique, aisément contemporain de tous les âges. » (Sainte-Beuve, « Qu’est-ce qu’un classique? », Causeries du lundi)

- « Ce n'étaient qu'amours, amants, amantes, persécutées s'évanouissant dans des pavillons solitaires, postillons qu'on tue à tous les relais, chevaux qu'on crève à toutes les pages, forêts sombres, troubles du cœur, serments, sanglots, larmes et baisers, nacelles au clair de lune, rossignols dans les bosquets, messieurs braves comme des lions, doux comme des agneaux, vertueux comme on ne l'est pas, toujours bien mis, et qui pleurent comme des urnes. » (Gustave Flaubert, Madame Bovary)